# Morska vidra
Morska vidra (Enhydra lutris) morski je sisavac s prirodnim staništem u području sjevernog Tihog oceana, od sjevernog Japana i istoka Kamčatke preko Aleutskih otoka do Kalifornije. 
Odrasle jedinke obično teže između 14 i 45 kilograma, što ih čini najtežim od svih vidri, no istovremeno jednom od najmanjih vrsta morskih sisavaca. Različito od drugih morskih sisavaca, morske vidre imaju gust sloj krzna, najgušći od svih vrsta sisavaca, s do 150 000 dlaka po četvornom centimetru. Obično nastanjuju plitka obalna područja, gdje se hrane manjim beskralješnjacima poput morskih ježinaca, školjkaša i hobotnica, te ribama.
Morska je vidra tipičan primjer ključne vrste. Važan je grabežljivac morskih ježinaca, koji bi inače uzrokovali veliku štetu šumama kelpa. Šume kelpa pružaju ključno stanište i hranu ostalim morskim životinjama, istovremeno sprječavajući nastanak obalne erozije.
Morske su vidre nekada učestalo lovili zbog njihova bogatog krzna. Smatra se kako se nekadašnja populacija kretala od 150 000 do 300 000 jedinki. Istovremeno, smatra se kako je pola milijuna vidri ubijeno između 1741. i 1911. godine. Dotada, smatra se da se svjetska populacija morskih vidri smanjila na 1000 do 2000 jedinki u 13 kolonija, te je potpuno nestala iz većeg broja nekadašnjih staništa. Otada, populacija se povećala kroz pokušaje očuvanja vrste i ponovnim uvođenjem iste u nekadašnja područja nastanjivanja. Ipak, vrsta se smatra ugroženom zbog svoje ranjivosti na izljeve nafte, grabežljivce i bolesti.

## Taksonomija
Morska je vidra najveći član porodice kuna (Mustelidae). Član je potporodice vidri (Lutrinae), i jedini je član roda Enhydra. Postoje tri prepoznatljive podvrste:
- Sjeverna morska vidra, Enhydra lutris kenyoni (Wilson, 1990.), urođena je vrsta Aleutskih otoka, i južne Aljaske. Ponovno je uvedena u razna područja između Aljaske i Oregona.[1] Poznata je i kao aljaska morska vidra.
- Južna morska vidra, Enhydra lutris nereis (Merriam, 1904.), pronalazi ju se na obalama središnje Kalifornije.[1] Poznata je i kao kalifornijska morska vidra.
- Obična morska vidra, Enhydra lutris lutris (Linné, 1758.), raširena je od Kurilskih otoka do Komandorskih otoka u zapadnom Tihom ocanu.[1] Poznata je i kao azijska morska vidra.

Najbliži srodnik morske vidre je riječna vidra. Riječne vidre često bivaju zamijenjene za morske vidre jer su često viđene na morskim obalama.

## Biologija i ponašanje

### Fizičke osobine
Mužjaci morske vidre teže od 22 do 45 kilograma, te većinom dostižu duljinu od 1.2 do 1.5 metara. Ženke su manje, teže od 14 do 33 kilograma i dosegnu duljinu od 1 do 1,4 metra. Mužjaci su obično 35 % teži i 8 % dulji, te imaju teže glave i vratove.
Vrsta ima izuzetno gusto smeđe ili crvenosmeđe krzno s gustoćom do 150 000 dlaka po četvornom centimetru. Glava, vrat i prsa svjetlije su boje od ostatka tijela. Krzno se sastoji od duge zaštitne dlake i sloja gustog donjeg krzna. Kada su čiste, zaštitne dlake u potpunosti su vodootporne, što dopušta donjem sloju krzna da zadržava zrak i ostaje suh, ali zahtijeva i vrlo brižljivo, redovno održavanje. Krzno drži hladnu vodu podalje od vidrine kože. Različito od ostalih morskih sisavaca, morske vidre nemaju potkožnu mast koja zadržava njihovu toplinu; sloj njihova potkožnog masnog tkiva debeo je tek 1 cm.
Prednje su šape kratke s kandžama koje se mogu uvući, dok su stražnje šape dulje, djelomično spljoštene, s plivaćim kožicama. Peti prst na stražnjim šapama najdulji je, što im otežava kretanje na tlu.  Rep je prilično kratak, zadebljan i mišićav. Morske vidre nemaju mirisne žlijezde. Njihove žlijezde lojnice izlučuju skvalen, kojeg je moguće pronaći i u ostalih sisavaca no u znatno malim koncentracijama.
Morske vidre imaju posebno prilagođenu kralješnicu i koštanu građu koja im dopušta veliku gipkost. Također imaju veliki kapacitet pluća u usporedbi s perajarima: 2 do 4 puta veći od njih. Morske vidre pohranjuju 66 %  kisika u svojim plućima, pa su velika pluća dobro prilagođena za kratka plitka uranjanja. Istovremeno, ovo pomaže pri uzgonu.
Morske vidre imaju zbijene kutnjake s glatkim vrhom; jedini su mesojedi s manje od četiri donjih sjekutića. Morske vidre imaju 38 kromosoma.

### Lov i prehrana
Morske vidre love tijekom kratkih urona, često na morskom dnu. Uroni u prosjeku traju minutu, rijetko dulje od 4 minute. Jedini je morski sisavac sposoban podizati i okretati kamenje, što često čini svojim prednjim šapama tražeći plijen. Kako bi otkinula abalone s kamena, morska vidra udara abalonovu ljušturu koristeći veći kamen, u prosjeku s 45 udaraca u 15 sekundi. Morska vidra je također sposobna otkidati puževe i ostale organizme s kelpa, kopati duboko u mulju u potrazi za školjkama, i hvatati ribe svojim šapama. Morske se vidre hrane gotovo svakom vrstom dostupne morske hrane, uključujući morske ježince, rakove, školjke, hobotnice i lignje. 
Morska vidra ima, obično ispod svake prednje noge, kožnu vrećicu koja se širi preko prsa. U ovu vrećicu (obično ispod lijeve prednje noge), životinja pohranjuje prikupljenu hranu koju donosi na površinu. Na površini, morske se vidre hrane dok plutaju na leđima. Kako bi otvorila ljušturu školjke, morska će vidra udarati školjku objema šapama o kamen oslonjen na njena prsa. Koristi donje sjekutiće kako bi dostigla do mesa školjkaša.Korištenje kamenja tijekom hranjenja i lova čini morsku vidru jednim od veoma rijetkih vrsta sisavaca koje se koriste alatom.
Divlje morske vidre moraju pojesti hranu u iznosu od 20 do 30 % svoje tjelesne težine svakoga dana (morske vidre u zarobljeništvu jednu nešto manje), i u potrezi su za plijenom gotovo svakih 5 sati. Metabolizam morske vidre dva do tri puta je viši od kopnenog sisavca slične veličine. Imaju najnižu asimilacijsku učinkovitost mesojeda (82 %), i prolazak hrane kroz utrobu traje samo 3 sata. Morske vidre lako gube toplinu u svom hladnom staništu, te radi toga moraju održavati visok metabolizam radi održavanja topline.
Morske vidre upotrebljavaju više morske vode od većine ostalih morskih sisavaca, vjerojatno radi visokog stvaranja uree iz visokoproteinske prehrane, kao i višeg sadržaja elektrolita u sastavu njihovog plijena od onog u ribe. Njihovi bubrezi komparativno su veći od bubrega ostalih sisavaca radi nadoknade spomenutog problema.
Morske se vidre većinom hrane u sumrak, najčešće u rano jutro ili uvečer. Majke uče svoje mladunce tehnikama lova, a mladunčad često zadržava majčine preference pri hranjenju.

### Razmnožavanje i životni ciklus
Mužjaci dostižu spolnu zrelost s navršenih 5-6 godina života i ostaju spolno aktivni do otprilike 19. godine života. Ženke spolnu zrelost dostižu s 4-5 godina, no ponekad i s navršenih 2-3 godine života. Morske su vidre poliginične: mužjaci imaju više partnerica. Ženke u zarobljeništvu ponekad se tjeraju dvaput u godini, u kasnoj zimi/proljeću i opet u kasno ljeto/jesen. Parenje se odvija nakon ženkina tjeranja, koje obično traje 3-5 dana. Tijekom ovih vremenskih peridoa mužjaci brane svoj teritorij; rijetko dođe do fizičkih obračuna među mužjacima, te većina razmirica biva riješena prijetećim držanjima tijela.
Udvaranje je veoma razigrano. Par zajedno pliva i roni, dok se mužjak prevrće i uvija u vodi kako bi dao ženki do znanja da je zainteresiran. Mužjak će ponekad plivati s licem prema dolje te brže nego inače. Sam čin parenja odvija se u vodi i može biti grub, tijekom kojeg mužjak grize ženku za jednu stranu lica ili njušku te ponekad drži njenu glavu pod vodom. Ženke često imaju karakteristične ožiljke na njušci radi toga, a ponekad i ugibaju.
Nijedna utvrđena sezona parenja nije promatrana, no sjeverna populacija dostiže vrhunac od svibnja do lipnja, dok južna populacija vrhunac dostiže od siječnja do ožujka. Vrsta je sposobna doživjeti fakultativnu dijapauzu. Gestacija kalifornijskih morskih vidri traje približno 6 mjeseci, dok gestacija aljaskih morskih vidri traje dulje i zna trajati i do 7-8 mjeseci.
Gestacija završava koćenjem jednog mladunčeta koji u prosjeku teži od 1,4 do 2,3 kilograma. Ako se okote blizanci, u pravilu preživi samo jedan od njih. Mladunčad se rađa sa smećkastožutim krznom koje je pahuljastije od krzna odrasle morske vidre i takvo ostaje preko dva mjeseca. Krzno mladunčeta morske vidre zadržava toliko zraka da ono nije sposobno roniti.U potpunosti je ovisno o majci kada je u pitanju hrana i njegovanje, te ga majka u pravilu nosi uokolo na svom trbuhu dok pliva na leđima. Mladunče siše majčino mlijeko otprilike 4 tjedna, nakon čega mu majka počinje davati komadiće plijena. Mlijeko morske vidre po sastavu je sličnije onomu morskih sisavaca iz porodice mustelidae, s 23 % masti, 13 % bjelančevina, i samo 1 % laktoze. Tijekom potrage za hranom, majka ostavlja mladunče da pluta na površini vode. Ako mladunče ne spava, ono će glasno dozivati majku dok se ona ne vrati.
Majka uči mladunče kako da lovi, roni i održava čistoću krzna. Mladunče morske vidre uvježbava plivanje i ronjenje nekoliko tjedana prije nego što je uopće sposobno stići do dna. Obično, predmeti koje vraća natrag na površinu niske su hranjive vrijednosti, poput žarko obojanih morskih zvjezdača ili šljunak. Mladunčad je ovisna o majci 5-15 mjeseci (u prosjeku 6), i često samo 30 % mladunčadi preživi prvu godinu. Iskusnije majke imaju najbolji uspjeh. U nekim slučajevima viđena su i posvajanja. U divljini morske vidre znaju doživjeti najviše 23 godine, dok je prosjek 10-11 godina. U zarobljeništvu znaju živjeti dulje od 20 godina.

### Ponašanje
Morske vidre mogu provesti čitav svoj život u vodi, čak i kotiti se u njoj, no mogu doći i na kopno radi odmora. Često se zajedno omotavaju u kelp i zajedno plutaju u veliki grupama. Najveća grupa plutajućih vidri ikad viđena imala je više od 2000 jedinki. Ženke izbjegavaju mužjake izvan sezone parenja, i vidre se često odvajaju u muška i ženska područja. Ženke su često viđene u većim majčinskim grupama koje su sačinjavale bake, mlađe kćeri i najmlađa mladunčad, te su zajedno dijelile jedno područje. Mužjaci se često sakupljaju u "samačke" grupe blizu područja ženki. Proturječni podatci o rasprostranjenosti i migracijama morskih vidri sugerira da su njihova kretanja ovisna o dostupnosti izvora hrane. 
Morske su vidre dnevne životinje, i veći dio vidrina dana zauzima potraga za hranom i njegovanje krzna. Njegovanje krzna sastoji se od čišćenja krzna, raspetljavanja čvorova, uklanjanja labavog krzna, trljanja krzna radi istiskivanja vode i uvođenja zraka, i puhanja zraka u krzno. Promatraču njegovanje krzna nalikuje na grebanje. Kada jede, morska se vidra učestalo okreće u vodi, vjerojatno radi ispiranja ostataka hrane s krzna.

## Ekologija

### Rasprostranjenost i stanište
Od 2006. godine, populacije morskih vidri postoje u sljedećim područjima:
- Kalifornija: otprilike 2.750 južnih morskih vidri
- Aljaska, Britanska Kolumbija i Washington: 64.600 do 77.300 sjevernih morskih vidri
- Rusija: otprilike 15.000 morskih vidri
- Japan: manje od 12 jedinki morske vidre

Postoje prijave o viđenju morskih vidri u tjesnacu Georgia, no nepromjenjivo se radi o riječnim vidrama, koje su čest prizor uz morsku obalu.
Morske vidre preferiraju niske obalne vode manje od 55 metara dubine. Najčešće ih se nalazi u područjima sa stjenovitim obalama i gustim šumama kelpa, iako nastanjuju i koraljne grebene.

### Ekološka uloga
Morske su vidre primjer ključne vrste; njihova prisutnost utječe na ekosustav dublje nego što to njihova veličina i broj sugeriraju. Morske vidre održavaju uravnotežen broj određenih beskralježnjaka, posebno morskih ježinaca. Morski ježinci hrane se korijenjem kelpa, nakon čega kelp otpluta i ugiba. Gubitak staništa i hranjivih tvari koje šume kelpa pružaju dovodi do dubokih kaskadnih efekata na morski ekosustav. Obalna područja bez morskih vidri često postaju goleti morskih ježinaca, s velikim brojem morskih ježinaca, bez šuma kelpa. Ponovno uvođenje morskih vidri u vode Britanske Kolumbije dovelo je do dramatičnih poboljšanja u zdravlju oblanih ekosustava.
Populacije morskih vidri oko aljaskih Aleutskih otoka opao je u zadnjim desetljećima. 1980.ih, područje je imalo između 55.000 i 100.000 jedinki, no populacija je pala na otprilike 6.000 jedinki do 2000. godine. Najprihvatljivije objašnenje dosad, koje i dalje ostaje upitno, jest kako se orke u tom području hrane morskim vidrama. Ne vjeruje se kako morske vidre ugibaju od bolesti i gladi, jer je pronađeno tek nekoliko tijela bolesnih i izgladnjelih vidri.
Neke se orke usavršavaju u hvatanju morskih sisavaca, dok se ostale usredotočuju na hranjenje ribom. Orke koje preferiraju morske sisavce u pravilu napadaju tuljane, morske lavove i manje vrste kitova. Mala, krznena morska vidra pruža malu hranjivu vrijednost životinji poput orke, no moguće je kako su se orke počele hraniti vidrama zbog nedostatka njihovog uobičajenog, mnogo većeg plijena. Populacija velikih kitova desetkovana je nakon kitolova 1960.ih. Zatim je uslijedilo masivno opadanje broja običnih tuljana i Stellerovih morskih lavova 1970.ih i 1980.ih, što je natjeralo orke u potragu za manjim plijenom. Teorija o grabežljivosti orka za morskim vidrama i dalje ostaje upitna i nema izravnih dokaza da orke love morske vidre do krajnjih granica.
Drugi grabežljivci koji morskim vidrama predstavljaju prijetnju jesu morski psi i morski lavovi. Bjeloglavi štekavci hrane se mladunčadi morskih vidra, hvatajući ih s površine vode kada majka izbiva radi potrage za hranom.

## Drugi projekti Wikimedije
|  | Zajednički poslužitelj ima još gradiva o temi morska vidra |
|  | Wikivrste imaju podatke o taksonu morska vidra             |